# Аварійна пошта

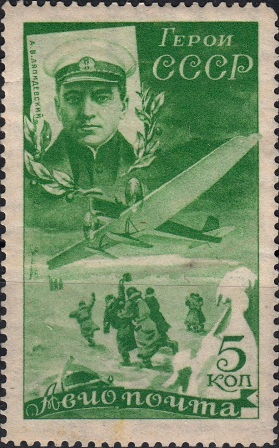
Аварійна авіапошта під час катастрофи пароплава «Челюскіна» на авіапоштовій марці СРСР (1935) з портретом учасника порятунку льотчика Ляпідевського

Аварі́йна по́шта — спеціальний вид поштового зв'язку, який встановлюється в деяких випадках з районами що терплять стихійне лихо, або з експедиціями та кораблями, які потрапили в катастрофу.

## Опис
Аварійна пошта може організовуватися владою у разі стихійних лих, катастроф і аварій. Вона призначена для підтримки зв'язку з районами лих (наприклад, при втраті сполучення з населеними пунктами в результаті сходу снігових лавин), а також з експедиціями й кораблями, потерпілими катастрофу. При цьому поштова кореспонденція доставляється за спеціальними правилами і може також містити особливі позначки. Пошта при цьому інколи скидається з літаків на парашутах, в мішках або у спеціальних контейнерах.

## Історія

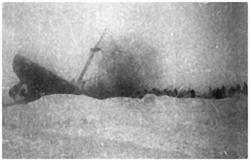
Загибель «Челюскіна»

Є кілька історичних прикладів аварійної пошти. Так, в 1934 у радянський пароплав «Челюскін» був затертий і потім роздавлений льодами в Беринговій протоці. Для встановлення зв'язку з екіпажем і пасажирами судна була організована аварійна пошта, яка здійснювалася за допомогою авіації. Після висадки учасників експедиції на крижину вони були евакуйовані на Велику землю літаками.
В 1951 році в Швейцарії ряд населених пунктів в долині Мюнстерталь виявилися відрізаними від зовнішнього світу через сніжні обвали майже на чотири тижні, і для зв'язку з ними поштова адміністрація цієї країни також налагодила аварійну авіапошту. Усього над Санта-Марією-Валь-Мюстаір скинули 385 мішків з поштою.